# Solanum pseudocapsicum
Ne doit pas être confondu avec Pomme d'amour (homonymie).
Espèce
Le pommier d'amour (Solanum pseudocapsicum) est un arbrisseau  de la famille des Solanaceae, originaire d'Amérique du Sud. Il est largement cultivé dans le monde entier comme plante ornementale d'intérieur ou d'extérieur. La plante est très ornementale par ses petites baies rouge vif, semblables à de petites tomates auxquelles il faut cependant se garder de goûter en raison de leur toxicité.
Synonymes  : cerisier d'amour, oranger du savetier ou parfois cerisier de Jérusalem d'après l'anglais Jerusalem Cherry
Étymologie :  solanum désigne en latin une sorte de morelle et dérive du verbe solari qui signifie «soulager, calmer» ; pseudocapsicum vient de capsicum qui est le genre botanique comprenant les piments et poivrons et qui dériverait du latin capsa signifiant «boîte». Donc pseudocapsicum s'analyse comme «faux piment».

## Description morphologique
Le pommier d'amour est un arbrisseau aux tiges dressées, de 50 cm à 1 mètre de haut, à végétation compacte et persistante.
Les feuilles alternes  sont simples, pubescentes ou glabres, oblongues à lancéolées, de 1-9 × 0,5-4 cm.  Les marges sont entières ou sinuées.
Les fleurs sont généralement solitaires, portées par un pédicelle de 3-4 mm.  La corolle est blanche, à 5 lobes étalés.  Les 5 anthères jaunes sont dressés autour du style.  La floraison se fait de juillet à septembre.
Le fruit est une baie globuleuse, passant du vert à l'orange puis au  rouge tomate à maturité, de 1,2-1,7 cm de diamètre. Il persiste tout l'hiver.

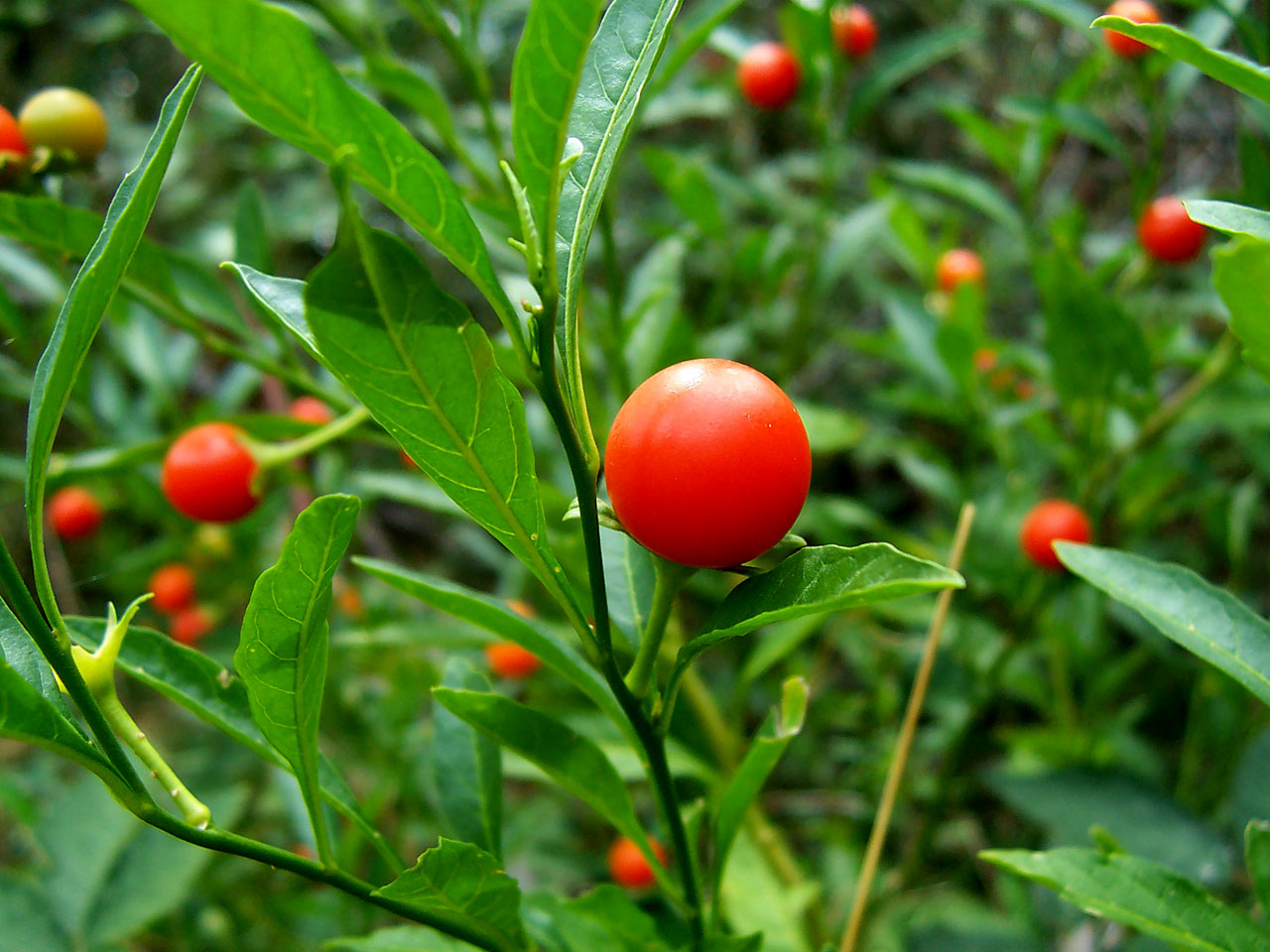
Fruit de Solanum pseudocapsicum

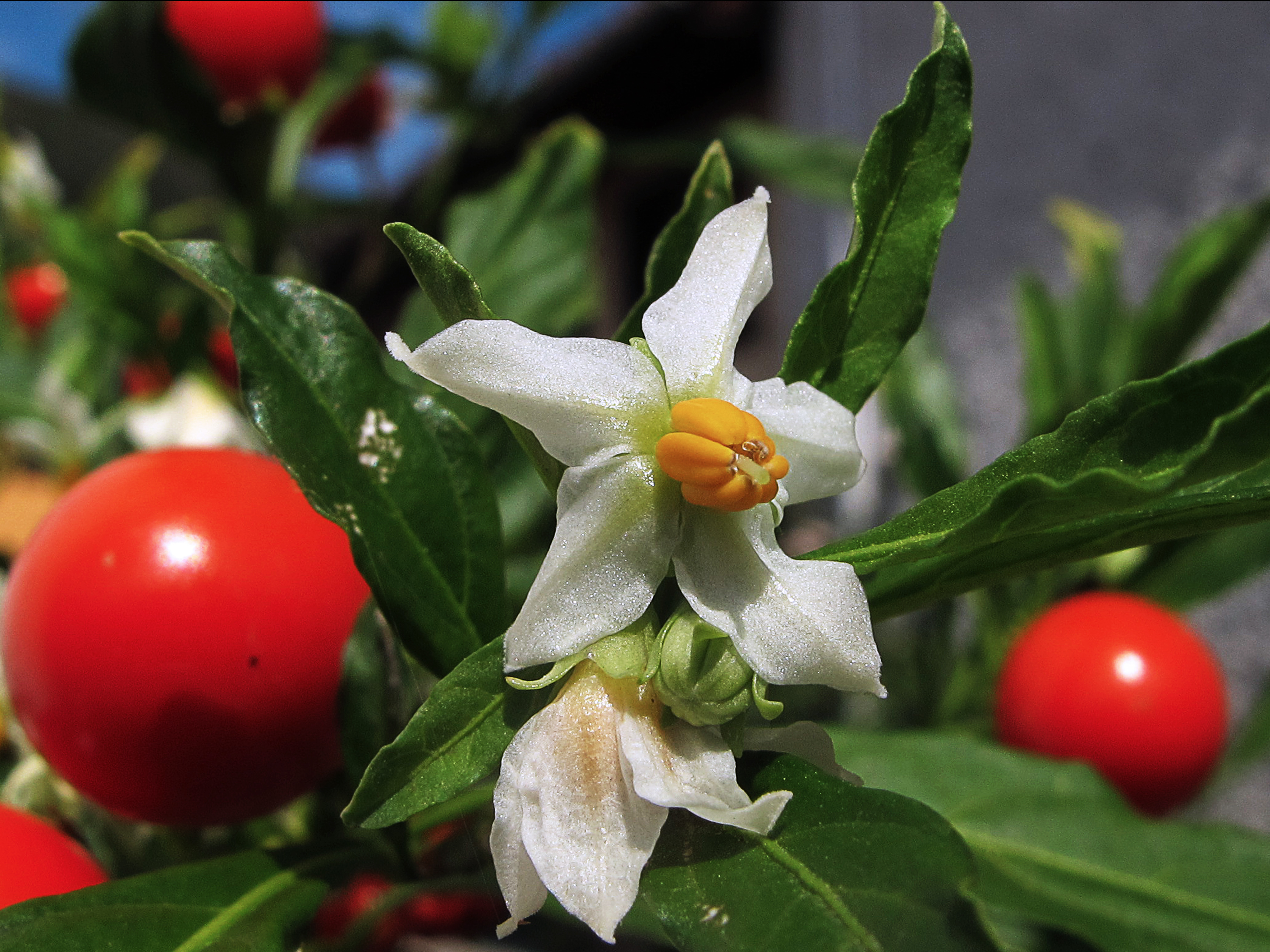
Fleur de Solanum pseudocapsicum

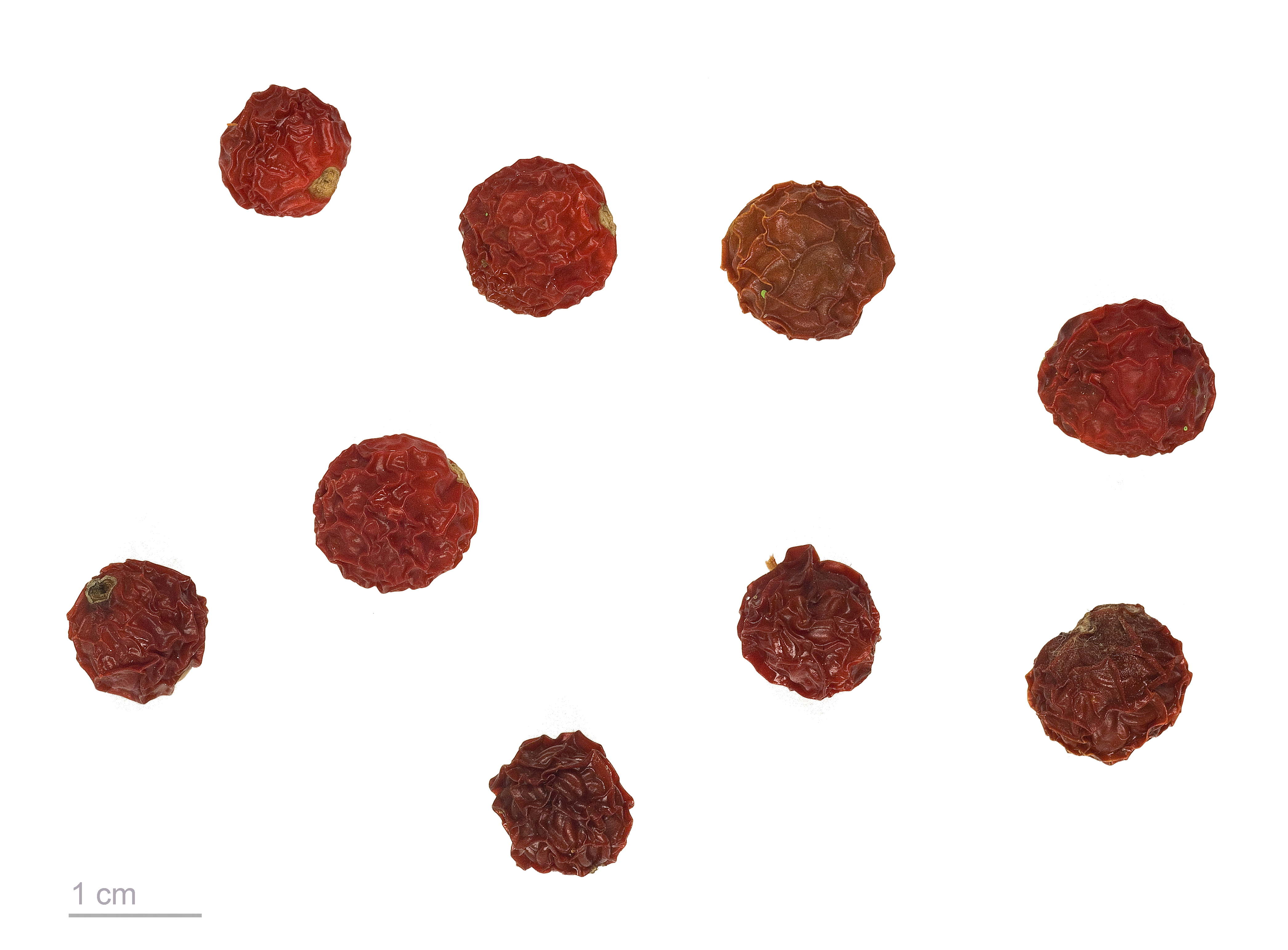
Solanum pseudocapsicum - Muséum d'histoire naturelle de Toulouse

## Écologie
On peut le considérer comme natif d'Amérique du Sud (Argentine, Chili, Uruguay, Brésil etc), d'Amérique Centrale et du Mexique.
D'après Wagner et al., « Probablement originaire de l'est de l'Argentine, mais largement cultivé depuis longtemps comme plante ornementale et maintenant naturalisé dans de nombreuses régions tempérées et tropicales du monde ».
Il a été introduit et est devenu envahissant à Hawaï, en Australie et en Nouvelle-Zélande.
Il s'est aussi naturalisé aux Açores, à Madère, aux Canaries et dans les Caraïbes.

## Propriétés
Les fruits surtout avant leur maturité, comportent des alcaloïdes stéroïdes comme la solanocapsine (en)(de structure semblable à la solanine) qui a une action irritante sur la muqueuse intestinale et provoque une lyse des cellules. L'ingestion de quelques baies provoque des nausées, des vomissements, des coliques, des diarrhées et des céphalées, accompagnées parfois d'une mydriase (dilatation des pupilles) et d'une bradycardie (pouls lent).  Chez le rat, on a montré que l'ingestion intestinale était faible mais qu'en injection intrapéritonéale, la dose létale était de 3 g/100 g de masse corporelle.

## Utilisation
C'est une plante ornementale rustique, facile à cultiver.  La forme cultivée est généralement complètement glabre alors que les formes sauvages sont souvent pubescentes à divers degrés.
La multiplication se fait par semis à chaud de graines ou par bouturage de tiges aoûtées.
Le pommier d'amour demande un arrosage régulier au printemps et en été mais en prenant soin de laisser sécher la terre entre deux arrosages. Il apprécie le soleil durant sa période de fructification.
Au printemps, pour favoriser la ramification, il est bon de le tailler sévèrement en rabattant au 2/3 les pousses de l'année précédente puis de pincer un peu plus tard les bourgeons terminaux des jeunes pousses.